# سوفی اسمیت
سوفی اسمیت (انگلیسی: Sophie Smith؛ زادهٔ ۲۶ فوریهٔ ۱۹۸۶) بازیکن زن واترپلو اهل استرالیا است.
وی در مسابقات کشوری و بین‌المللی در مجموع برندهٔ ۱ مدال نقره، ۲ مدال برنز شده‌است.